# An Autumn for Crippled Children
An Autumn for Crippled Children ist eine 2008 gegründete Post-Black-Metal-Band aus Friesland in den Niederlanden.

## Geschichte
An Autumn for Crippled Children wurde im Jahr 2008 in Friesland gegründet und besteht aus den Musikern MXM, TXT und CXC. Zu den Bandaktivitäten vor der Herausgabe des Debütalbums Lost im Mai des Jahres 2010 gibt es keine Informationen. Die Musiker spielen bzw. spielten in diversen Bands, die jedoch von den Musikern geheim gehalten werden. Nachdem die Musiker mehrere Titel auf der Plattform MySpace hochgeladen hatten, nahm das Label Aeternitas Tenebrarum Music Foundation die Band unter Vertrag, sodass die Veröffentlichung eines Demos überflüssig wurde.
Die Musiker verwenden Pseudonyme, weil sie eine Kreuzung zu den anderen Bands, in denen sie weiterhin aktiv sind, vermeiden wollen.

## Stil
An Autumn for Crippled Children spielte zunächst Depressive Black Metal. Die Band hat diese Musikrichtung inzwischen verlassen und spielt Post-Black-Metal mit Einflüssen des Doom Rock, Shoegazing und Post-Rock im Stile von My Dying Bride, Anathema, Joy Division und The Cure.
Die Lieder auf dem Debütalbum Lost beschreiben verschiedene Formen des Verlustes: den Verlust des Lebens, der Hoffnung, der Perspektive und der Freude. Sänger MXM sagte in einem Interview, dass die Musik von An Autumn for Crippled Children Emotionen erzeugen solle und die Texte auf einer persönlichen Basis verfasst seien. MXM selbst leidet unter Depressionen, jedoch seien seiner Meinung nach Melancholie und Depressionen nicht das Gleiche. Die Musik auf Lost erinnert an Gruppen wie Amesoeurs, Wolves in the Throne Room und wird als eine „düstere Version von Alcest“ beschrieben, wobei MXM Alcest als „schwul“ bezeichnet. Auf den neueren Werken arbeiten die Musiker mit depressiven Themen, allerdings besitzen die neuen Lieder auch positive Momente.
Die Musik der Gruppe gilt als „sphärisch“. Auch arbeiten die Musiker vermehrt mit den Einflüssen des Post-Hardcore.

## Bandname
Der Bandname stammt aus einem Lied der britischen Band Ebony Lake. Die Musiker wählten den Namen aus, da das Bild das dieser Name erzeugte den Musikern gefallen hat. In einer Liste der 20 schlimmsten Bandnamen mit Überlänge durch den Terrorizer wurde An Autumn for Crippled Children auf Platz 18 gewählt.

## Diskografie
Alben
- 2010: Lost (Aeternitas Tenebrarum Music Foundation)
- 2011: Everything (Aeternitas Tenebrarum Music Foundation)
- 2012: Only the Ocean Knows (Aeternitas Tenebrarum Music Foundation)
- 2013: Try Not to Destroy Everything You Love (Aeternitas Tenebrarum Music Foundation)
- 2015: The Long Goodbye (Wickerman Recordings)
- 2016: Eternal (Wickerman Recordings)
- 2018: The Light of September (Consouling Sounds)
- 2020: All Fell Silent, Everything Went Quiet (Prosthetic Records)
- 2021: As the Morning Dawns We Close Our Eyes (Prosthetic Records)
- 2023: Closure (Prosthetic Records)

EPs
- 2013: Hearts of Light | Blossoms
- 2014: Try Not to Love Everything You Destroy
- 2015: Portugal (Wickerman Recordings)
- 2017: Trust
- 2017: Morfine